# Kvarntjärnen (Lycksele socken, Lappland, 720463-163621)
Kvarntjärnen är en sjö i Lycksele kommun i Lappland och ingår i Umeälvens huvudavrinningsområde. Sjön har en area på 0,197 kvadratkilometer och ligger 266 meter över havet. Kvarntjärnen ligger i Vindelälven Natura 2000-område. Vid provfiske har abborre, gädda och mört fångats i sjön.

## Delavrinningsområde
Kvarntjärnen ingår i det delavrinningsområde (720136-163808) som SMHI kallar för Ovan VDRID = Vormbäcken i Vindelälvens vattendrag*. Medelhöjden är 269 meter över havet och ytan är 34,54 kvadratkilometer. Räknas de 576 avrinningsområdena uppströms in blir den ackumulerade arean 8 616,5 kvadratkilometer. Vindelälven som avvattnar avrinningsområdet har biflödesordning 2, vilket innebär att vattnet flödar genom totalt 2 vattendrag innan det når havet efter 196 kilometer. Avrinningsområdet består mestadels av skog (83 procent). Avrinningsområdet har 3,03 kvadratkilometer vattenytor vilket ger det en sjöprocent på 8,8 procent.